# Kristian August av Augustenburg

Hertigliga grenen av danska ätten Schleswig-Holstein-Gottorf

Kristian August, född 1696, död 1754, var hertig av Augustenburg 1731-1754. 
Son till Fredrik Wilhelm av Augustenburg. Gift med Frederikke Louise Danneskiold-Samsøe (1699-1744), dotter till Christian Gyldenløve, och fick med henne sonen Fredrik Kristian av Holstein-Augustenburg.